# The Australian Worker
The Australian Worker était un journal produit à Sydney, en Nouvelle-Galles du Sud, pour l' Australian Workers' Union. Il a été publié de 1890 à 1950.

## Histoire
Le journal tire son origine de The Hummer , "Organe officiel des travailleurs associés de Riverina", un journal produit à Wagga Wagga au plus profond de la dépression des années 1890, le 19 octobre 1891. Le journal a été financé conjointement par les branches Wagga de l' Amalgamated Shearers' Union of Australasia et du General Workers' Union, qui ont fusionné en 1894 pour former l' Australian Workers' Union . The Hummer a été le premier journal détenu par un syndicat en Nouvelle-Galles du Sud (il existait un journal privé pro-travailleur appelé The Shearers' Record publié par Andrews et Taylor), et il est né de la perception que la plupart des propriétaires et rédacteurs de journaux traditionnels étaient suffisamment hostiles au syndicalisme pour supprimer ou mutiler les lettres et les articles favorables aux droits des travailleurs, et pour se ranger du côté des propriétaires d'entreprises en cas de conflit. Les hommes à l'origine de cette initiative audacieuse, qui a peut-être contrevenu aux constitutions des syndicats concernés, étaient les responsables de la branche de Wagga, Walter Head, Arthur Rae et JJ Mooney. Plus tard, une part a été vendue à la Labor Electoral League et le dernier numéro le 3 septembre 1892.
Un accord a été conclu avec une institution similaire, The Worker, fondé  par William Lane à Brisbane en 1890, afin de partager les ressources, et le journal qui en a résulté The Worker, "avec lequel est incorporé The Hummer" à Wagga, associé à The Worker à Brisbane dans le Queensland a commencé à Sydney le 24 septembre 1892 , chaque entreprise fournissant la moitié du contenu de chaque numéro.
La succursale de Wagga a poursuivi la publication de The Worker jusqu'en mars 1893, lorsque six autres succursales de NSW ont accepté de se joindre à elle, et l'usine a été transférée au 1 Palmer Street Woolloomooloo ou au 217 Palmer Street, Sydney. J. A. Ross était directeur et W. Head et A. Rae ont effectué la majeure partie du travail éditorial. À partir de juillet 1893, l'intégralité du journal est imprimée en interne, l'accord avec le Queensland ayant pris fin. J. Medway Day, du South Australian Register et The Voice, a été engagé comme rédacteur en chef en 1894, et à peu près à la même époque, Ross a démissionné de son poste de directeur et  Medway Day a dû assumer ce rôle également. Pour les élections générales de 1894, il a été décidé de publier The Worker quotidiennement pendant la campagne, et The Daily Worker a donc été publié pendant trois semaines à partir du 2 juillet 1894. Cela s'est avéré désastreux sur le plan financier, avec une perte de près de 2 000 £, que la cotisation annuelle de 1s. par membre ne suffisait pas à couvrir.
En mai 1896, on s'est rendu compte qu'il fallait prendre des mesures énergiques et en juin, Hector Lamond a repris la direction. À partir de novembre 1896, la publication est passée d'hebdomadaire à bimensuelle, puis en février 1897, elle a complètement cessé. La publication a repris dans une taille réduite le 31 août 1897, gérée par la branche Bourke de l'AWU et avec des illustrations généreusement fournies par son homologue du Queensland. Petit à petit, sa situation financière est devenue plus sûre, et The Worker est sorti de la dépression sur des bases saines. Ils ont acheté The Australian Workman (1890-1897), qui couvrait les travailleurs urbains, à ses propriétaires privés. L'usine a déménagé à Castlereagh Street, Sydney et une nouvelle presse à plat double-royale.
William Lane est nommé rédacteur en chef en février 1900. En 1900, ils ont déménagé au 311 Kent Street, à Sydney, et une presse rotative à plat Cox-duplex, capable d'imprimer 5000 feuilles par heure, a été installée.
En 1900, un accord a été conclu selon lequel le journal était soutenu par une taxe annuelle de 2/6d sur tous les membres de la Nouvelle-Galles du Sud, du Victoria et de l'Australie-Méridionale, avec une représentation de l'État au conseil d'administration. Une machine à linotype a été achetée en 1901, permettant au journal de passer à 6 pages, puis à 8 en 1902. Cette année-là, la cotisation des membres a été portée à 5s, ce qui a permis d'embaucher du personnel littéraire supplémentaire et d'acheter une propriété en pleine propriété au 129 Bathurst Street, de sorte que l'entreprise n'était plus à la merci du propriétaire. Une deuxième linotype est installée en 1904. Une presse Hoe est installée, et le premier numéro sort le 13 décembre 1907.
H. E. Boote est devenu rédacteur en chef en 1911.
En 1913, le titre The Worker "An Australian Paper for Australian People" est devenu The Australian Worker "An Australian Paper for Australian Homes". Le directeur de la rédaction était H. Lamond,
Sa diffusion a atteint son apogée en 1917, lorsque Billy Hughes organisait le référendum sur la conscription ; le Worker soutenait fermement le « non ».
Le journal a ensuite déménagé dans un bâtiment de Kent Street (aujourd'hui St. Andrews Place) où il est resté jusqu'à sa vente à l'Église d'Angleterre en 1939 pour être occupé par la St Andrew's Cathedral School:47.
Son déménagement définitif s'est fait dans l'ancien Protestant Hall de Castlereagh Street, à peu près en face de son ancien bâtiment. Tim Donovan prend sa retraite et un nouveau directeur, Bob Browne, est nommé.

## Personnel et contributeurs
Dessinateurs : 1907 Claude Marquet, suivi de Will Donald, Pat Sullivan.
Pages féminines : Mary Gilmore
Chef d'entreprise : JF « Jack » Higgins
Éditeurs : Walter Head, Arthur Rae, J. Medway Day, Hector Lamond, William Lane, George Mure Black (1854–1936), EJ Brady, HE Boote (1865–1949),
Sous-éditeurs : Frank Barnes, William David "Jack" Heher (-1951).
Écrivains et journalistes :
Albert Dorrington
J. F. Dwyer (1874–1952)
Rev. Albert Rivett (environ 1855–1934)
David McKee Wright
C.J. Dennis « Den »
Donald E. Fraser « Jimmy Pannikin » (vers 1863–1918)
E. S. Sorenson
Herbert Ingram Lowe
Howard Cole Coghlan
J. Harding Tucker « Nulla »
P. T. Freeman « Petifi » ( –1925)
Frederick John Broomfield (vers 1859–1941)
Walter Hegarty « Riverina » (vers 1867–1922)
Arthur Wright
Una Martha Kidgell
Ada Augusta Kidgell (épouse de W. A. Holman)
Hugh Stone
W. Frank Ahern (vers 1884–1942)
R. J. Cassidy « Gilrooney » (1880–1948)
Roderic Quinn
Zora Cross (1890–1964),
Lola Gornall (1884–1969)
Frank Cotton
Steve O'Brien « Jack Shay »
Dowell O'Reilly
Mary Ellen Lloyd « Bay Ash », « Zadig »

## Numérisation
La plupart des numéros de The Hummer, The Worker, The Australian Workman et de The Australian Worker du 5 mars 1914 au 20 décembre 1950 sont disponibles en ligne et accessibles via le site Trove, un service de la Bibliothèque nationale australienne.
Curieusement, The Hummer, qui a été publié à Wagga est indexé par la Bibliothèque nationale australienne sous le nom "The Hummer (Milsons Point, NSW : 1891–1892)" alors que The Worker, qui a été produit à Sydney pendant presque toute son histoire, est indexé sous le nom de "The Worker (Wagga, NSW : 1892-1913)".